# Bartlett (Kansas)
Bartlett és una població dels Estats Units a l'estat de Kansas. Segons el cens del 2000 tenia 124 habitants.

## Demografia
Segons el cens del 2000, Bartlett tenia 124 habitants, 46 habitatges, i 32 famílies. La densitat de població era de 368,3 habitants per km².
Dels 46 habitatges en un 34,8% hi vivien nens de menys de 18 anys, en un 54,3% hi vivien parelles casades, en un 13% dones solteres, i en un 30,4% no eren unitats familiars. En el 26,1% dels habitatges hi vivien persones soles el 13% de les quals corresponia a persones de 65 anys o més que vivien soles. El nombre mitjà de persones vivint en cada habitatge era de 2,7 i el nombre mitjà de persones que vivien en cada família era de 3,31.
Per edats la població es repartia de la següent manera: un 31,5% tenia menys de 18 anys, un 7,3% entre 18 i 24, un 26,6% entre 25 i 44, un 22,6% de 45 a 60 i un 12,1% 65 anys o més.
L'edat mediana era de 36 anys. Per cada 100 dones de 18 o més anys hi havia 97,7 homes.
La renda mediana per habitatge era de 30.625 $ i la renda mediana per família de 36.250 $. Els homes tenien una renda mediana de 25.750 $ mentre que les dones 15.833 $. La renda per capita de la població era d'11.662 $. Entorn del 12% de les famílies i el 15,3% de la població estaven per davall del llindar de pobresa.

## Poblacions més properes
El següent diagrama mostra les poblacions més properes.